# Brooke Burns
Brooke Elizabeth Burns (Dallas, Texas 16 de março de 1978) é uma atriz estadunidense e modelo de moda antiga.

## Biografia
Brooke Burns nasceu em Dallas, Texas. Filha de Betsy (née Davis), uma dona de casa, e Thomas Brad Burns, que trabalhou na área de saúde. A atriz e modelo tem duas irmãs. Ela era uma bailarina de doze anos durante a infância e começou como modelo aos quinze anos depois de romper seu ligamento cruzado anterior em um acidente de esqui. Aos 16 anos, Burns e sua família se mudaram para a Europa, onde viveu em Paris, Milão e na Alemanha.
Burns foi casada com Julian McMahon (1999-2001) e os dois têm uma filha - Madison Elizabeth - que nasceu em junho de 2000. Ela foi também brevemente noiva de Bruce Willis por parte de 2003 até 2 de junho de 2004. Atualmente, reside em Los Angeles.
Ela fuma charutos, e apareceu na capa da Revista Smoke 's Edição de Inverno de 2007/2008.

### Lesão
Em novembro de 2005, Burns quebrou um osso do pescoço depois de mergulhar em uma piscina em sua casa. Um amigo, ex-bombeiro, encontrou-a, estabilizou seu pescoço, e chamou uma ambulância. Como resultado da lesão, ela tem uma fusão de titânio em sua garganta com uma placa, haste, e dez parafusos.

## Carreira

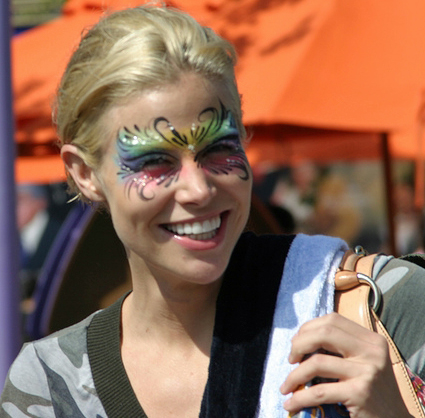
A atriz em 2009.

De 1998 a 2001, Burns estrelou em Baywatch como o personagem Jesse Owens. Burns estrelou no North Shore, um nobre da novela tempo de Fox, que consistiu em 21 episódios, que decorreu de 14 de junho de 2004 até de 13 de janeiro de 2005. Em 2006, ela teve um papel coadjuvante na extinta série da Warner, Pepper Dennis, jogando Kathy Dinkle.
Burns apareceu em Ally McBeal, Just Shoot Me!, Out of the Blue, To Tell the Truth, Death to the Supermodels e Average Joe: Hawaii. Ela recebeu a curta versão americana do game show Dog Eat Dog para duas temporadas de verão em 2002 e 2003, em que muitas vezes ela iria usar um biquíni durante a abertura da mostra. Em Mortal Kombat Conquest, ela jogou um candidato jovem e ambicioso de um dos protagonistas.
Em 2001, ela apareceu como Vicki Vale em um dos vários "Batman" comerciais para o OnStar, Batman oposto Bruce Thomas ', reprisando o papel que ficou famosa por Kim Basinger em 1989 Tim Burton dirigiu-filme Batman. Por seu pequeno papel no filme de 2001 Shallow Hal (O Amor é Cego em português). Os irmãos Peter e Bobby Farrelly escreveram uma parte específica para queimaduras após a sua audição. Ela também apareceu no filme Lifetime, "Troféu Mulher" em 2006.
Burns atualmente é co-anfitrã da série Fox Hole in the Wall, gravada em Los Angeles e protagonizada por Mark Thompson. Ela fez um piloto para a Fox / Lifetime chamado dominadoras, programado para ir ao ar em 2009.
Ela apareceu em um filme de Natal, The Most Wonderful Time of the Year, co-estrelado por Henry Winkler, em 13 de dezembro de 2008. Burns é definida como estrela no programa de TV americano 2009, dominadoras, ao lado de Holly Marie Combs e Rochelle Aytes.